# 王凯传
王凯传（1935年—2010年5月26日），笔名凯传，男，天津人，中国词作家，一级编剧。代表作有《歌唱敬爱的周总理》、《边疆的泉水清又纯》、《妹妹找哥泪花流》等。